# اخلاق دین‌شناسی
اخلاق دین‌شناسی: پژوهشی در مبانی معرفتی و اخلاقی فقه نام کتابی از ابوالقاسم فنائی است که به رابطه بین دین‌شناسی و اخلاق می‌پردازد. این کتاب دومین کتاب منتشرشده از سه‌گانه‌ای از مؤلف است که همدیگر را تکمیل می‌کنند. اولین کتاب با عنوان دین در ترازوی اخلاق پیشتر منتشرشده بود و سومین کتاب؛ اخلاق دین‌داری هنوز به طبع نرسیده است.

## مباحث کتاب
مدّعای کتاب اخلاق دین‌شناسی این است که روش‌شناسی استنباط احکام دینی و دستگاه اجتهاد موجود در دست فقیهان معیوب و ناقص است و نیازمند بازاندیشی، اصلاح، ترمیم، بازسازی و بازتولید. به این مدّعا می‌توان از زاویه‌های مختلفی پرداخت. این اثر، از منظر فلسفه اخلاق و معرفت‌شناسی آن را کاویده و مدلّل کرده است.

## کتاب در نگاه دیگران
سید حسن اسلامی اردکانی و مسعود صادقی به نقد دیدگاه‌های فنائی پرداخته‌اند.
محمدباقر تاج‌الدین در گفتگو با خبرگزاری کتاب ایران ایبنا می‌گوید:
من اغلب این دو کتاب (دین در ترازوی اخلاق و اخلاق دین‌شناسی) را به دانشجویانم هدیه می‌دهم و معتقدم مطالعه این دو اثر می‌تواند به میزان زیادی مشکلات ما را مرتفع کند چون بسیاری از این مسائل در ذهن ما شکل گرفته و اگر پاسخی به آنها داده شود می‌تواند روی زندگی افراد تاثیرگذار باشد.
مهدی ایرانمنش در سایت فرهنگی صدانت درباره این کتاب می‌نویسد:
پیشتر این توفیق را داشته‌ام که  کتاب دین در ترازوی اخلاق دکتر ابوالقاسم فنائی را معرفی نمایم. همچنین توفیق داشته‌ام که کتاب دیگر ایشان یعنی اخلاق دین‌شناسی را چندین بار مطالعه نمایم. هر بار پیش خود، جامعیت، خردپسندی و اخلاق محوریِ مؤلف محترم را که در این اثرشان نیز منعکس است، ستوده و بر ایشان آفرین‌ها گفته‌ام.
در شماره هفده مجله مهرنامه نیز بخش اعظم «کتاب‌نامه» (تحت عنوان «مرحله بعدی روشنفکری دینی») به معرفی و نقد کتاب اخلاق دین‌شناسی اثر فنائی اختصاص دارد. این بخش شامل مصاحبه‌ای مفصل با ابوالقاسم فنائی و همچنین مقالاتی از علیرضا علوی‌تبار و محمدرضا جلایی‌پور درباره کتاب اخلاق دین‌شناسی است.
جلایی‌پور در مقاله خود می‌نویسد:
نسخه‌ای از کتاب اخلاق دین‌شناسی دکتر ابوالقاسم فنائی را پیش از انتشار نزد یکی از برجسته‌ترین روشنفکران ایرانی بردم و گفتم به نظرم بهترین کتاب سال‌های اخیر در سنت «روشنفکری دینی» است. با وجود آن که اهل اغراق و تملق نیست، بعد از خواندن کتاب گفت: «به نظرم غنی‌ترین کتاب سنت روشنفکری دینی در تمام سال‌های پس از انقلاب است و خردپسندانه‌ترین الگوی دفاع از دین و نقد اخلاقی دین رسمی».